# Европско првенство у стоном тенису
Европско првенство у стоном тенису је такмичење које се у организацији ЕТТУ (енгл. European Table Tenis Union) први пут одиграло 1958. године у Будимпешти, Мађарска. То је било 32 године после првог Светског првенства 1926. у Лондону.
На првенству се такмичи у мушкој и женској конкуренцији у седам дисциплина: 
- Жене појединачно,
- Женски парови
- Жене екипно
- Мушкарци појединачно,
- Мушки парови,
- Мушкарци екипно
- Мешовити парови

## Европска првенства
| Број | Бодина | Место           | Држава               |
| ---- | ------ | --------------- | -------------------- |
| 1.   | 1958   | Будимпешта      | Мађарска             |
| 2.   | 1960   | Загреб          | СФРЈ                 |
| 3.   | 1962   | Западни Берлин  | Западна Немачка      |
| 4.   | 1964   | Малме           | Шведска              |
| 5.   | 1966   | Лондон          | Уједињено Краљевство |
| 6.   | 1968   | Лион            | Француска            |
| 7.   | 1970   | Москва          | Совјетски Савез      |
| 8.   | 1972   | Ротердам        | Холандија            |
| 9.   | 1974   | Нови Сад        | СФРЈ                 |
| 10.  | 1976   | Праг            | Чехословачка         |
| 11.  | 1978   | Дуизбург        | Западна Немачка      |
| 12.  | 1980   | Берн            | Швајцарска           |
| 13.  | 1982   | Будимпешта      | Мађарска             |
| 14.  | 1984   | Москва          | Совјетски Савез      |
| 15.  | 1986   | Праг            | Чехословачка         |
| 16.  | 1988   | Париз           | Француска            |
| 17.  | 1990   | Гетеборг        | Шведска              |
| 18.  | 1992   | Штутгарт        | Немачка              |
| 19.  | 1994   | Бирмингем       | Уједињено Краљевство |
| 20.  | 1996   | Братислава      | Словачка             |
| 21.  | 1998   | Ајндховен       | Холандија            |
| 22.  | 2000   | Бремен          | Немачка              |
| 23.  | 2002   | Загреб          | Хрватска             |
| 24.  | 2003   | Курмајор        | Италија              |
| 25.  | 2005   | Орхус           | Данска               |
| 26.  | 2007   | Београд         | Србија               |
| 27.  | 2008   | Санкт Петербург | Русија               |
| 28.  | 2009   | Штутгарт        | Немачка              |
| 29.  | 2010   | Острава         | Чешка                |
| 30.  | 2011   | Гдањск-Сопот    | Пољска               |
| 31.  | 2012   | Хернинг         | Данска               |
| 32.  | 2013   | Швехат          | Аустрија             |
| 33.  | 2014   | Лисабон         | Португалија          |
| 34.  | 2015   | Јекатеринбург   | Русија               |

У следећој табели је дат преглед свих досадашњих Европских првенстава са именима победника у свим дисциплинама.

## Победници европских првенстава
|          | Година, Место, Држава           | Година, Место, Држава              | Година, Место, Држава                                               | Година, Место, Држава                                                       |
| Екипно   | Појединачно                     | Парови                             | Меш. парови                                                         |                                                                             |
| -------- | ------------------------------- | ---------------------------------- | ------------------------------------------------------------------- | --------------------------------------------------------------------------- |
|          | 1958, Будимпешта, Мађарска      |                                    |                                                                     |                                                                             |
| Жене     | Енглеска                        | Ева Коцијан · Мађарска             | Ангелика Розеану Румунија · Е. Зелер Румунија                       | Золтан Берцик Мађарска · Г. Лантош Мађарска                                 |
| Мушкарци | Мађарска                        | Золтан Берцик · Мађарска           | Л. Стипек Чехословачка · Л. Вихановски Чехословачка                 | Золтан Берцик Мађарска · Г. Лантош Мађарска                                 |
|          | 1960, Загреб, СФРЈ              |                                    |                                                                     |                                                                             |
| Жене     | Мађарска                        | Ева Коцијан · Мађарска             | Ангелика Розеану Румунија · Марија Александру Румунија              | Г. Кобирзан Румунија · Марија Александру Румунија                           |
| Мушкарци | Мађарска                        | Золтан Берцик · Мађарска           | Золтан Берцик Мађарска · Ференц Шидо Мађарска                       | Г. Кобирзан Румунија · Марија Александру Румунија                           |
|          | 1962, Берлин, Западна Немачка   |                                    |                                                                     |                                                                             |
| Жене     | Западна Немачка                 | Агнес Симон · Западна Немачка      | М. Шенон Енглеска · Дајен Роу Енглеска                              | Ханс Алсер Шведска · Инге Харст Западна Немачка                             |
| Мушкарци | СФРЈ                            | Ханс Алсер · Шведска               | Војислав Марковић СФРЈ · Јанез Теран СФРЈ                           | Ханс Алсер Шведска · Инге Харст Западна Немачка                             |
|          | 1964, Малме, Шведска            |                                    |                                                                     |                                                                             |
| Жене     | Енглеска                        | Ева Фелди · Мађарска               | М. Шенон Енглеска · Дајен Роу Енглеска                              | П. Рожаш Мађарска · С. Лукач Мађарска                                       |
| Мушкарци | Шведска                         | Ћел Јохансон · Шведска             | Ј. Станек Чехословачка · В. Мико Чехословачка                       | П. Рожаш Мађарска · С. Лукач Мађарска                                       |
|          | 1966, Лондон, Енглеска          |                                    |                                                                     |                                                                             |
| Жене     | Мађарска                        | Марија Александру · Румунија       | Е. Коцијан Мађарска · Е. Јурик Мађарска                             | В. Мико Чехословачка · Марта Лузова Чехословачка                            |
| Мушкарци | Шведска                         | Ћел Јохансон · Шведска             | Ханс Алсер Шведска · Ћел Јохансон Шведска                           | В. Мико Чехословачка · Марта Лузова Чехословачка                            |
|          | 1968, Лион, Француска           |                                    |                                                                     |                                                                             |
| Жене     | Западна Немачка                 | Илона Воштова · Чехословачка       | Марта Лузова Чехословачка · Ј. Карликова Чехословачка               | С. Гомозков Совјетски Савез · З. Руднова Совјетски Савез                    |
| Мушкарци | Шведска                         | Драгутин Шурбек · СФРЈ             | Антун Стипанчић СФРЈ · Едвард Вецко СФРЈ                            | С. Гомозков Совјетски Савез · З. Руднова Совјетски Савез                    |
|          | 1970, Москва, Совјетски Савез   |                                    |                                                                     |                                                                             |
| Жене     | Совјетски Савез                 | Зоја Руднова · Совјетски Савез     | Зоја Риднова Совјетски Савез · С. Гринбрег Совјетски Савез          | С. Гомозков Совјетски Савез · Зоја Руднова Совјетски Савез                  |
| Мушкарци | Шведска                         | Ханс Алсер · Шведска               | Драгутин Шурбек СФРЈ · Антун Стипанчић СФРЈ                         | С. Гомозков Совјетски Савез · Зоја Руднова Совјетски Савез                  |
|          | 1972, Ротердам, Холандија       |                                    |                                                                     |                                                                             |
| Жене     | Мађарска                        | Зоја Руднова · Совјетски Савез     | Јудит Магош Мађарска · Х. Лоталер Мађарска                          | С. Гомозков Совјетски Савез · З. Руднова Совјетски Савез                    |
| Мушкарци | Шведска                         | Стелан Бенгтсон · Шведска          | Иштван Јоњер Мађарска · Р. Рожаш Мађарска                           | С. Гомозков Совјетски Савез · З. Руднова Совјетски Савез                    |
|          | 1974, Нови Сад, СФРЈ            |                                    |                                                                     |                                                                             |
| Жене     | Совјетски Савез                 | Јудит Магош · Мађарска             | Јудит Магош Мађарска · Х. Лоталер Мађарска                          | С. Гомозков Совјетски Савез · Зоја Руднова Совјетски Савез                  |
| Мушкарци | Шведска                         | Милан Орловски · Чехословачка      | Иштван Јоњер Мађарска · Тибор Клампар Мађарска                      | С. Гомозков Совјетски Савез · Зоја Руднова Совјетски Савез                  |
|          | 1976, Праг, Чехословачка        |                                    |                                                                     |                                                                             |
| Жене     | Совјетски Савез                 | Џил Хамерсли · Енглеска            | Џил Хамерсли Енглеска · Л. Хауард Енглеска                          | Антун Стипанчић СФРЈ · Ержебет Палатинуш СФРЈ                               |
| Мушкарци | СФРЈ                            | Жак Секретен · Француска           | Стелан Бенгтсон Шведска · Ћел Јохансон (SWE)                        | Антун Стипанчић СФРЈ · Ержебет Палатинуш СФРЈ                               |
|          | 1978, Дуизбург, Западна Немачка |                                    |                                                                     |                                                                             |
| Жене     | Мађарска                        | Јудит Магош · Мађарска             | Марија Александру Румунија · С. Михут Румунија                      | Вилфрид Лик Западна Немачка · Вибке Хендриксен Западна Немачка              |
| Мушкарци | Мађарска                        | Габор Гергељ · Мађарска            | Милан Орловски Чехословачка / · Габор Гергељ Мађарска               | Вилфрид Лик Западна Немачка · Вибке Хендриксен Западна Немачка              |
|          | 1980, Берн, Швајцарска          |                                    |                                                                     |                                                                             |
| Жене     | Совјетски Савез                 | Валентина Попова · Совјетски Савез | Валентина Попова Совјетски Савез · Нарине Антонијан Совјетски Савез | Милан Орловски Чехословачка · Илона Ухликова Чехословачка                   |
| Мушкарци | Шведска                         | Џон Хилтон · Енглеска              | Жак Секретен Француска · П. Бирошо Француска                        | Милан Орловски Чехословачка · Илона Ухликова Чехословачка                   |
|          | 1982, Будимпешта, Мађарска      |                                    |                                                                     |                                                                             |
| Жене     | Мађарска                        | Бетине Фрисекоп · Холандија        | Фљура Булатова Совјетски Савез · И. Коваленко Совјетски Савез       | Анджеј Груба (POL) · Бетине Фрисекоп ( Холандија                            |
| Мушкарци | Мађарска                        | Микаел Апелгрен · Шведска          | Драгутин Шурбек СФРЈ · Зоран Калинић СФРЈ                           | Анджеј Груба (POL) · Бетине Фрисекоп ( Холандија                            |
|          | 1984, Москва, СССР              |                                    |                                                                     |                                                                             |
| Жене     | Совјетски Савез                 | Валентина Попова · Совјетски Савез | Нарине Антонијан Совјетски Савез · Валентина Попова Совјетски Савез | Жак Секретен Француска · Валентина Попова Совјетски Савез                   |
| Мушкарци | Француска                       | Улф Бенгтсон · Шведска             | Драгутин Шурбек СФРЈ · Зоран Калинић СФРЈ                           | Жак Секретен Француска · Валентина Попова Совјетски Савез                   |
|          | 1986, Праг, Чехословачка        |                                    |                                                                     |                                                                             |
| Жене     | Мађарска                        | Чила Баторфи · Мађарска            | Фљура Булатова Совјетски Савез · Ј. Ковтун Совјетски Савез          | Јиндржих Пански Чехословачка · Марије Храхова Чехословачка                  |
| Мушкарци | Шведска                         | Јерген Першон · Шведска            | Ерик Линд Шведска · Јан-Ове Валднер Шведска)                        | Јиндржих Пански Чехословачка · Марије Храхова Чехословачка                  |
|          | 1988, Париз, Француска          |                                    |                                                                     |                                                                             |
| Жене     | Совјетски Савез                 | Фљура Булатова · Совјетски Савез   | Чила Баторфи Мађарска · Е. Урбан Мађарска                           | Илија Лупулеску СФРЈ · Јасна Фазлић СФРЈ                                    |
| Мушкарци | Шведска                         | Микаел Апелгрен · Шведска          | Микаел Апелгрен Шведска · Јан-Ове Валднер Шведска                   | Илија Лупулеску СФРЈ · Јасна Фазлић СФРЈ                                    |
|          | 1990, Гетеборг, Шведска         |                                    |                                                                     |                                                                             |
| Жене     | Мађарска                        | Данијела Гергелтшева · Бугарска    | Чила Баторфи Мађарска · G. Wirth Мађарска                           | Жан-Филип Гатјен Француска · Ванг Сјаоминг Француска                        |
| Мушкарци | Шведска                         | Микаел Апелгрен · Шведска          | Илија Лупулеску СФРЈ · Зоран Калинић СФРЈ                           | Жан-Филип Гатјен Француска · Ванг Сјаоминг Француска                        |
|          | 1992, Штутгарт, Немачка         |                                    |                                                                     |                                                                             |
| Жене     | Румунија                        | Бетине Фрисекоп · Холандија        | Јасна Фазлић · Гордана Перкучин СФРЈ                                | Калиникос Креанга Грчка · Отилија Бадеску Румунија                          |
| Мушкарци | Шведска                         | Јерг Роскоф · Немачка              | Јерген Першон Шведска · Ерик Линд Шведска                           | Калиникос Креанга Грчка · Отилија Бадеску Румунија                          |
|          | 1994, Бирмингем, Енглеска       |                                    |                                                                     |                                                                             |
| Жене     | Русија                          | Марије Свенсон · Шведска           | Чила Баторфи Мађарска · Кристина Тот Мађарска                       | Зоран Приморац Хрватска · Чила Баторфи Мађарска                             |
| Herren   | Француска                       | Жан-Мишел Сев · Белгија            | Калиникос Креанга Грчка · Зоран Калинић (IFP)                       | Зоран Приморац Хрватска · Чила Баторфи Мађарска                             |
|          | 1996, Братислава, Словачка      |                                    |                                                                     |                                                                             |
| Жене     | Немачка                         | Никол Штрузе · Немачка             | Никол Штрузе Немачка · Елке Шал Немачка                             | Владимир Самсонов Белорусија · Кристина Тот Мађарска                        |
| Мушкарци | Шведска                         | Јан-Ове Валднер · Шведска          | Јан-Ове Валднер Шведска / · Јерген Першон Шведска                   | Владимир Самсонов Белорусија · Кристина Тот Мађарска                        |
|          | 1998, Ајндховен, Холандија      |                                    |                                                                     |                                                                             |
| Жене     | Немачка                         | Ни Сјалиан · Луксембург            | Никол Штрузе Немачка / · Елке Шал Немачка                           | Илија Лупулеску (РУМ) Отилија Бадеску (РУМ)                                 |
| Мушкарци | Француска                       | Владимир Самсонов · Белорусија     | Владимир Самсонов Белорусија · Јерг Роскоф Немачка                  | Илија Лупулеску (РУМ) Отилија Бадеску (РУМ)                                 |
|          | 2000, Бремен, Немачка           |                                    |                                                                     |                                                                             |
| Жене     | Мађарска                        | Ћаохонг Готш · Немачка             | Чила Баторфи Мађарска · Кристина Тот Мађарска                       | Александар Каракашевић СР Југославија · Рута Гаркаускајте-Будиене Литванија |
| Мушкарци | Шведска                         | Петер Карлсон · Шведска            | Патрик Чила Француска) · Жан-Филип Гатјен Француска                 | Александар Каракашевић СР Југославија · Рута Гаркаускајте-Будиене Литванија |
|          | 2002, Загреб, Хрватска          |                                    |                                                                     |                                                                             |
| Жене     | Румунија                        | Ни Сјалиан · Луксембург            | Тамара Борош Хрватска / · Михаела Штеф Румунија                     | Луцјан Блашчик Пољска · Ни Сјалиан Луксембург                               |
| Мушкарци | Шведска                         | Тимо Бол · Немачка                 | Тимо Бол Немачка · Золтан Фејер-Конерт Немачка                      | Луцјан Блашчик Пољска · Ни Сјалиан Луксембург                               |
|          | 2003, Курмајор, Италија         |                                    |                                                                     |                                                                             |
| Жене     | Италија                         | Отилија Бадеску · Румунија         | Тамара Борош Хрватска · Михаела Штеф Румунија                       | Вернер Шлагер Аустрија · Кристина Тот Мађарска                              |
| Мушкарци | Белорусија                      | Владимир Самсонов · Белорусија     | Чен Вејсинг Аустрија · Јевгениј Хчетињин Белорусија                 | Вернер Шлагер Аустрија · Кристина Тот Мађарска                              |
|          | 2005, Орхус, Данска             |                                    |                                                                     |                                                                             |
| Жене     | Румунија                        | Лиу Ђа · Аустрија                  | Тамара Борош Хрватска · Михаела Штеф Румунија                       | Александар Каракашевић Србија и Црна Гора · Рута Паскаускјене Литванија     |
| Мушкарци | Данска                          | Владимир Самсонов · Белорусија     | Вернер Шлагер Аустрија · Карл Јиндрак Аустрија                      | Александар Каракашевић Србија и Црна Гора · Рута Паскаускјене Литванија     |
|          | 2007, Београд, Србија           |                                    |                                                                     |                                                                             |
| Жене     | Мађарска                        | Ли Ђао · Холандија                 | Викторија Павлович Белорусија · Светлана Гањина Русија              | Александар Каракашевић Србија · Рута Паскаускјене Литванија                 |
| Мушкарци | Немачка                         | Тимо Бол · Немачка                 | Тимо Бол Немачка · Christian Süß Немачка                            | Александар Каракашевић Србија · Рута Паскаускјене Литванија                 |
|          | 2008, Санкт Петербург, Русија   |                                    |                                                                     |                                                                             |
| Жене     | Холандија                       | Рута Паскаускјене · Литванија      | Кристина Тот Мађарска · Георгина Пота Мађарска                      |                                                                             |
| Мушкарци | Немачка                         | Тимо Бол · Немачка                 | Тимо Бол Немачка · Кристијан Зис Немачка                            |                                                                             |